# تيري مارتن (سياسي)
تيري مارتن (بالإنجليزية: Terry Martin)‏ هو سياسي أسترالي، ولد في 4 نوفمبر 1957 في هوبارت في أستراليا. حزبياً، نشط في حزب العمال الأسترالي. وقد انتخب عضو المجلس التشريعي التاسماني ‏ عن دائرة Electoral division of Elwick ‏ (1 مايو 2004 – 1 مايو 2010).